# Chiesa di San Marco Evangelista (Poggioni, Cortona)
La chiesa di San Marco Evangelista è un edificio sacro che si trova in località Poggioni, nel comune di Cortona, in provincia di Arezzo.

## Storia e descrizione
Già pieve nei primi del Trecento, originariamente eretta vicino al castello degli Alfieri e distrutta per lo smottamento della montagna, venne ricostruita più in basso nel XVI secolo.
La chiesa, ad unica navata con transetto e con presbiterio rialzato, fu restaurata nel 1886 e interamente affrescata negli anni quaranta del XX secolo dal pittore amalfitano Ignazio Lucibello.
All'interno si conservano due grandi tele del XVII secolo di cui una raffigurante l'Ultima Cena di autore ignoto, e l'altra con la Presentazione al Tempio del cortonese Baccio Bonetti.

## Altre immagini

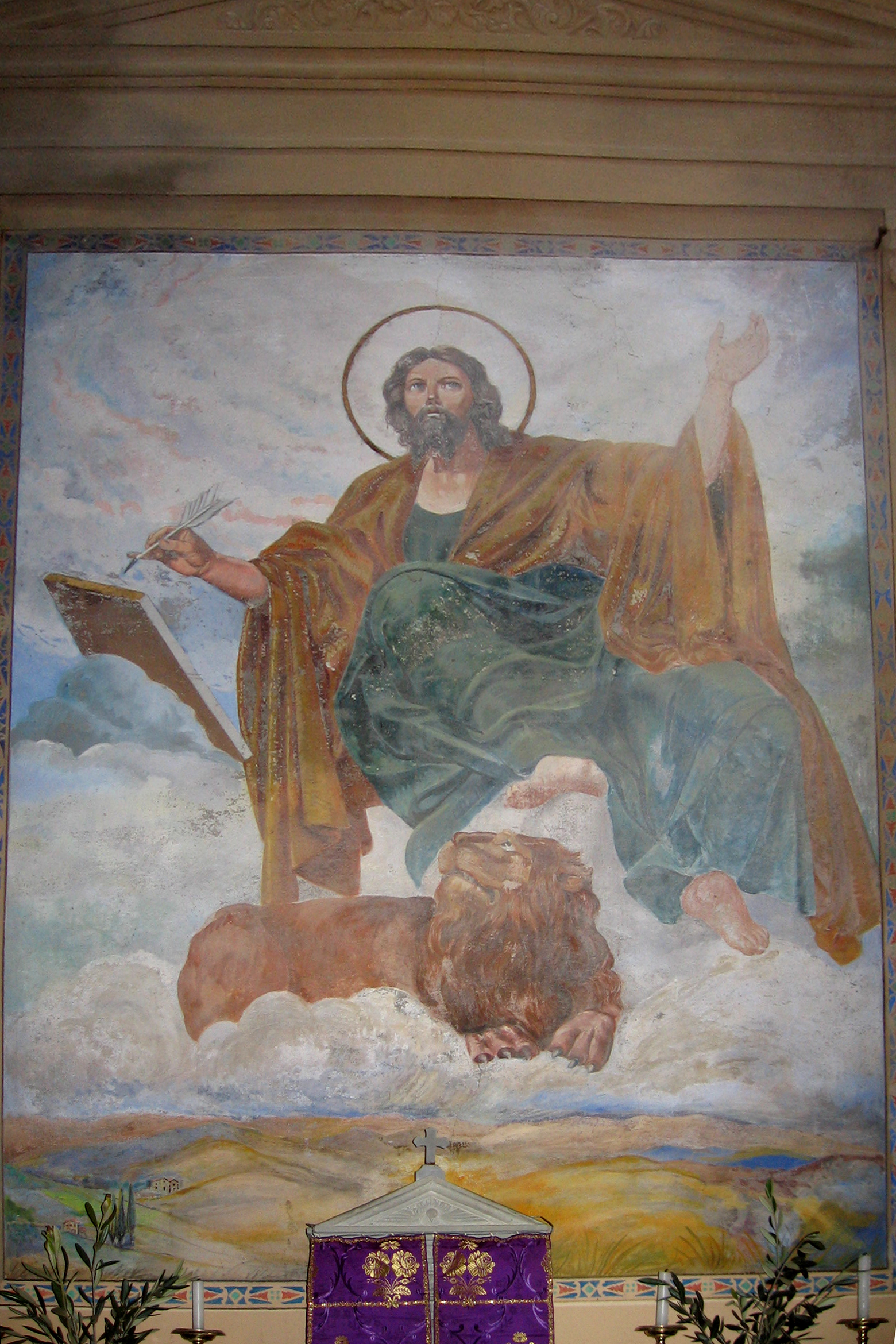
San Marco EvangelistaIgnazio Lucibello: San Marco Evangelista, Poggioni di Cortona (1944)
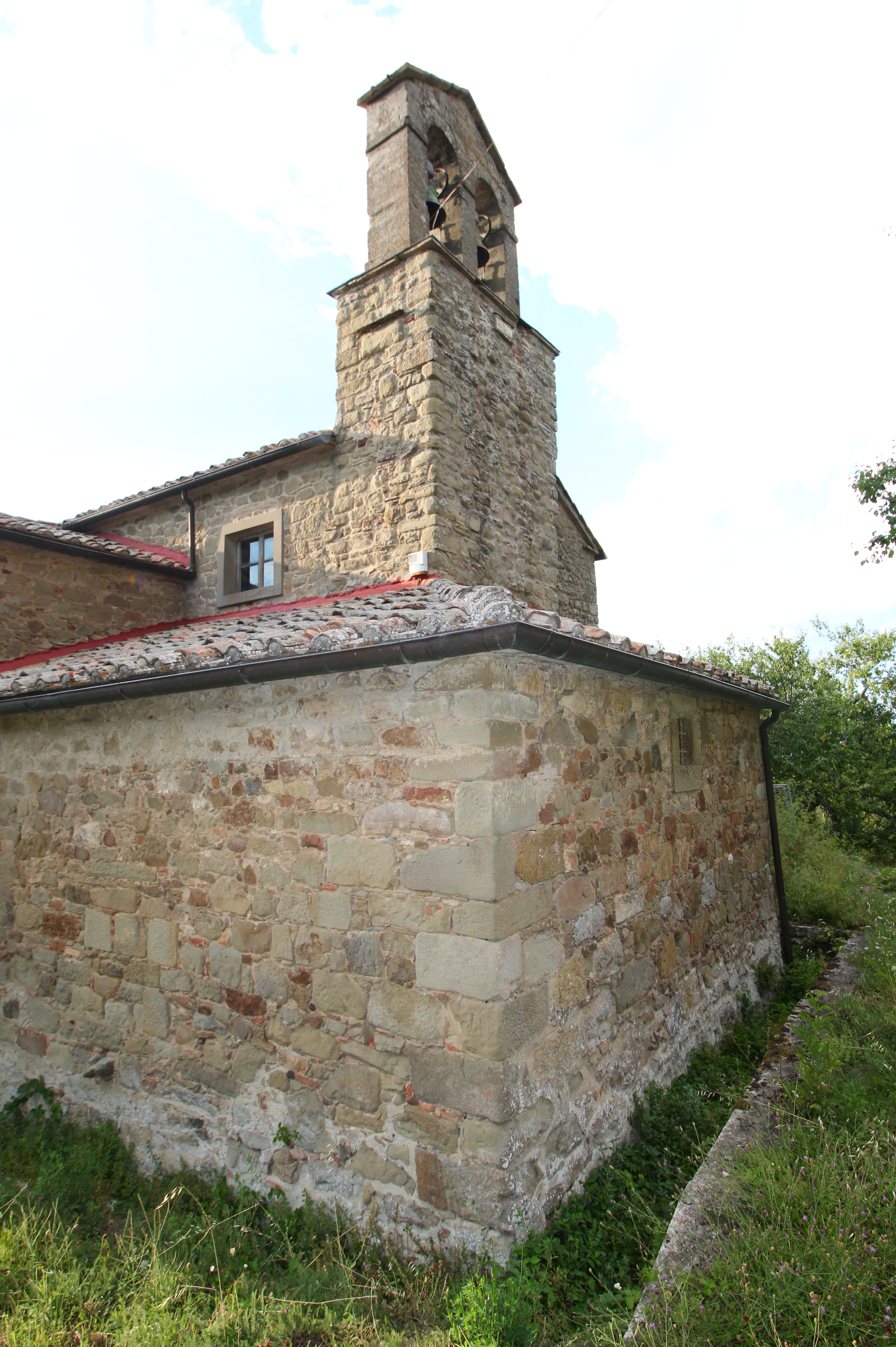
San Marco EvangelistaIl campanile